# Мінг-На Вен
Мінг-На Вен (англ. Ming-Na Wen, оригінально прізвище китайською Вень Мінна (кит.: 温明娜); 20 листопада 1963, Макао) — американська акторка китайського походження. Відома роллю агентки Мелінди Мей у серіалі «Агенти Щ.И.Т.» та озвучуванням головної героїні Фа Мулан у мультфільмах «Мулан» та «Мулан 2».

## Біографія
Вень Мінна народилася 20 листопада 1963 року на острові Колоане в Макао. Батьки розлучилися, коли Мінна була ще немовлям, і вона з мамою переїхала в Гонконг. Через 4 роки мати одружилася і сім'я переїхала в Нью-Йорк, а ще через 5 років — у Піттсбург, де вітчим заснував ресторан. Акторську освіту здобула в університеті Карнегі-Меллона.
Першою роботою на телебаченні для Мінг-На стало знімання в денному серіалі «Як обертається світ». В 1993 році стався справжній прорив після того, як їй запропонували головну роль у фільмі «Клуб радості та удачі». Через рік пішла ще одна значуща роль у фільмі «Вуличний боєць». А в 1998 році Мінг-На дебютувала на сцені Бродвею.
Добре відома озвученням головної героїні мультфільму «Мулан». 1998 року Мінг-На отримала за неї премію «Енні» в номінації за найкраще озвучування. Одним з найбільших проєктів за участю акторки стала анімаційна картина «Остання фантазія: Духи всередині».
Справжня популярність прийшла до Вен після знімання в телесеріалі «Швидка допомога», де вона брала участь з 1999 по 2004 рік. Спочатку її героїня з'явилася в кількох епізодах шоу ще у 1995 році, але регулярну роль їй запропонували у 2000. На початку 2005 Мінг-На знялася в медичній драмі «Незбагненно», але після кількох епізодів шоу було закрито.
У 2012 році Мінг-На розпочала роботу в серіалі "Агенти Щ.И.Т., основаному на коміксі про вигадану організацію по боротьбі зі злочинністю.

## Особисте життя
З 1990 по 1993 роки Мінг-На була одружена зі сценаристом Керком Аанессом, від якого має двох дітей. 
1995 року одружилася з Еріком Майклом Зі.

## Фільмографія

### Фільми
| Рік       | Назва українською                | Назва англійською                 | Роль                                        | Примітки                                                       |
| --------- | -------------------------------- | --------------------------------- | ------------------------------------------- | -------------------------------------------------------------- |
| 1993      | Дощ без грому                    | Rain Without Thunder              | Ув'язнена                                   |                                                                |
| 1993      | Клуб радості та удачі            | The Joy Luck Club                 | Джун У Цзінмей                              |                                                                |
| 1994      | Остання грань                    | Terminal Voyage                   | Хань                                        |                                                                |
| 1994      | Гонконг 97                       | Hong Kong 97                      | Кеті Чань                                   |                                                                |
| 1994      | Вуличний боєць                   | Street Fighter                    | Чаньлі                                      |                                                                |
| 1997      | Побачення на одну ніч            | One Night Stand                   | Мімі Карлайл                                |                                                                |
| 1998      | Мулан                            | Mulan                             | фа Мулан                                    | Озвучування Премія «Енні» за найкраще озвучування в кінофільмі |
| 1998      | 12 баксів                        | 12 Bucks' '                       | Джой                                        |                                                                |
| 1999      | Спаун 3: Вирішальна битва        | Spawn 3: Ultimate Battle          | Джейд / Ліза У                              | Озвучування, Direct-to-video                                   |
| 2001      | Остання фантазія: Духи всередині | Final Fantasy: The Spirits Within | Акі Росс                                    | озвучування                                                    |
| 2002      | Стрічка снів                     | A Ribbon of Dreams                | Мейлін                                      | Озвучування                                                    |
| 2002      | Пікнік у ведмедика Тедді         | Teddy Bears Picnic                | Кеті У                                      |                                                                |
| 2004      | Мулан 2                          | Mulan II                          | фа Мулан                                    | Озвучування, Direct-to-video                                   |
| 2004      | Удосконалення                    | Perfection                        | Американка азіатського походження (доросла) | Короткометражний фільм                                         |
| 2008      | Випускний                        | Prom Night                        | Доктор Еліша Кроу                           |                                                                |
| 2009      | П'ятий вимір                     | Push                              | Емілі У                                     |                                                                |
| 2010      | Бойс Бенд                        | BoyBand                           | Джуді Робертс                               |                                                                |
| 2012      | Супер циклон                     | Super Cyclone                     | Доктор Дженна Спаркс                        | Direct-to-video                                                |
| 2013      | Квітневий дощ                    | April Rain                        | Гілларі                                     |                                                                |
| 2013-2020 | Агенти Щ.И.Т.                    | Agents of S.H.I.E.L.D.            | Мелінда Мей                                 |                                                                |
| 2016      | Темрява                          | The Darkness                      | Венді                                       |                                                                |
| 2018      | Ральф-руйнівник 2: Інтернетрі    | Ralph Breaks the Internet         | Мулан                                       | Озвучування                                                    |
| 2019      | Плавання                         | Swimming                          | Ліліан                                      | Короткометражний                                               |
| 2019      | Мулан                            | Mulan                             | камео                                       |                                                                |
| 2019-2020 | Мандалорець                      | The Mandalorian                   | Феннек Шанд                                 |                                                                |
| 2021-     | Книга Боби Фетта                 | The Book of Boba Fett             | Феннек Шанд                                 |                                                                |